# すとろべりーすたーと
『すとろべりーすたーと』は、すとぷり初めてのミニアルバム。2019年3月27日に自主レーベルであるSTPR Recordsから発売された。

## 解説
発売1週間でCD売り上げが8万枚を突破し、4/8付のオリコン週間アルバムランキングで2位を達成。オリコン月間アニメアルバムチャートの2019年3月度で1位を獲得。
2020年4月には日本レコード協会より「2020年4月度ゴールドディスク」に認定された。
2020年1月15日には、「すとろべりーねくすとっ!」発売と同時に本作が全国流通盤として再発売された。

## 収録曲

### CD
1. パレットダンス [4:09]
作詞 : 松井洋平　作曲・編曲:EFFY(FirstCall)
2. Endless Flight [4:30]
作詞 : 宮崎まゆ　作曲・編曲 : 松坂康司
3. 非リアドリーム妄想中！ [3:30]
歌：ななもり。×ジェル
作詞 : ななもり。、TOKU　作曲 : るぅと、松　編曲 : 松
4. でこぼこげーむぱーてぃー [3:56]
歌：さとみ×ころん
作詞 : るぅと、TOKU　作曲 : るぅと×松　編曲：松
5. すとろべりーごーらんどっ [4:25]
歌：莉犬×るぅと
作詞：るぅと、TOKU　作曲 : るぅと、松　編曲：松
6. AquaKiss [4:20]
作詞 : 宮嶋淳子　作曲・編曲 : 山崎真吾
7. はりーはりーらぶ [4:32]
作詞・作曲・編曲：金崎真士
8. 大好きになればいいんじゃない？ [5:07]
作詞・作曲・編曲：HoneyWorks
guitar&bass:Oji
keyboard:cake
drums:裕木レオン